# روابط قطر و عربستان سعودی
اگرچه میان عربستان سعودی و قطر، وجوهِ مشترکِ هویتی، سیاسی و مذهبی وجود دارد، اما ازنظر تاریخی، روابط قطر و عربستان سعودی بر «بی‌اعتمادی دوجانبه» استوار است. پیش از استقلال قطر در سال ۱۹۷۱، ارتباطات خانوادگیِ پادشاهی سعودی با تجار، اعضای خانواده حاکم و قبایل قطری، سبب نفوذ ریاض در امور داخلیِ قطر شده بود. عربستان سعودی انتظار داشت این نفوذ در سال‌های پس از استقلال نیز حفظ شود، اما به‌خصوص از دهه ۱۹۹۰ به بعد نفوذ ریاض در امور داخلی دوحه کاهش یافت.

## تاریخچه
اختلاف‌های مرزی میان دو کشور موجب شد بر روابط طرفین، بی‌اعتمادی حاکم شود. کشته‌شدنِ دو نظامی قطر، در مرز این کشور با عربستان سعودی در سال ۱۹۹۲ سبب تقویت این بی‌اعتمادی شد. درعین‌حال، کودتای بدون خونریزی سال ۱۹۹۵ شیخ حمد بن خلیفه آل ثانی علیه پدرش که به‌قدرت‌رسیدن شیخ حمد را در پی داشت نیز با نارضایتیِ عربستان مواجه شد.

## بحران روابط سیاسی ۲۰۱۷
روز پنجم ژوئن ۲۰۱۷ سه عضو شورای همکاریِ خلیج‌فارس، شامل عربستان سعودی، امارات، بحرین به‌همراه مصر، روابط خود با دولت قطر را قطع کردند. پس‌ازاین اقدام، در سناریویی که شبیهِ سناریوی به‌کارگرفته‌شده علیه جمهوری اسلامی در اواخر سال ۲۰۱۵ میلادی بود، شماری از کشورهای کوچک عربی روابط خود با قطر را قطع کردند. درعین‌حال، کشورهای همسایه قطر ازجمله عربستان سعودی و امارات، تمامی مسیرهای زمینی، دریایی و هوایی با قطر را مسدود کردند که بسته‌شدنِ مرز زمینی عربستان با قطر به‌دلیل‌آنکه حدود ۴۰ درصد واردات غذاییِ قطر از این مرز انجام می‌شد، سبب شد فشارها بر دوحه، افزایشِ قابل‌ملاحظه‌ای داشته باشد.